# Érick Gutiérrez
Pour les articles homonymes, voir Gutiérrez.
Erick Gutiérrez, né le 15 juin 1995 à Los Mochis au Mexique, est un footballeur international mexicain. Il évolue au poste de milieu de terrain avec le CD Guadalajara.

## Biographie

### En club
Né à Los Mochis au Mexique, Érick Gutiérrez est formé par le CF Pachuca, où il commence sa carrière professionnelle.
Avec le club du CF Pachuca, il participe à la Ligue des champions de la CONCACAF lors de la saison 2014-2015. Lors de cette compétition, il inscrit deux buts contre le club hondurien du Real España. Il participe de nouveau à la Ligue des champions lors de la saison 2016-2017. Cette fois-ci, Pachuca remporte le tournoi en battant les Tigres UANL en finale.
En août 2018, il signe au PSV Eindhoven pour une durée de cinq ans. Dès sa première saison, il participe avec le PSV à la phase de groupe de la Ligue des champions européenne (quatre matchs joués).
Le 10 août 2022, Gutiérrez prolonge son contrat avec le PSV Eindhoven jusqu'en juin 2025.

### En équipe nationale
Avec la sélection mexicaine, il remporte le championnat de la CONCACAF des moins de 20 ans en 2015, en battant le Panama en finale après une séance de tirs au but. Il participe dans la foulée à la Coupe du monde des moins de 20 ans organisée en Nouvelle-Zélande. Lors du mondial junior, il joue trois matchs, en officiant comme capitaine. Le Mexique enregistre une seule victoire, face à l'Uruguay.
En 2016, il participe avec la sélection olympique aux Jeux olympiques d'été organisés au Brésil. Lors du tournoi olympique, il joue trois matchs. Il est l'auteur d'un quadruplé face aux Fidji.
Il joue son premier match en équipe du Mexique le 11 octobre 2016, en amical contre le Panama. En 2017, il participe à la Gold Cup qui se déroule aux États-Unis. Il joue quatre matchs lors de ce tournoi, qui voit le Mexique s'incliner en demi-finale face à la Jamaïque.
Le 13 juin 2018, il est appelé par le sélectionneur Juan Carlos Osorio afin de participer à la Coupe du monde 2018 en raison du forfait de son compatriote Diego Reyes. Il ne jouera toutefois aucun match lors du mondial organisé en Russie.
Le 14 novembre 2022, il est sélectionné par Gerardo Martino pour participer à la Coupe du monde 2022.

## Palmarès

### En équipe
CF Pachuca
- Ligue des champions de la CONCACAF (1) :
  - Vainqueur : 2017

 PSV Eindhoven
- Coupe des Pays-Bas (2) :
  - Vainqueur : 2022 et 2023

- Supercoupe des Pays-Bas (1) :
  - Vainqueur : 2022

### En sélection
- Vainqueur du championnat de la CONCACAF des moins de 20 ans en 2015 avec l'équipe du Mexique